# Jardin botanique de Vico d'Elsa
Le Jardin botanique de  Vico d'Elsa est situé à Vico d'Elsa, un hameau de la commune de Barberino Val d'Elsa en Toscane.

## Historique

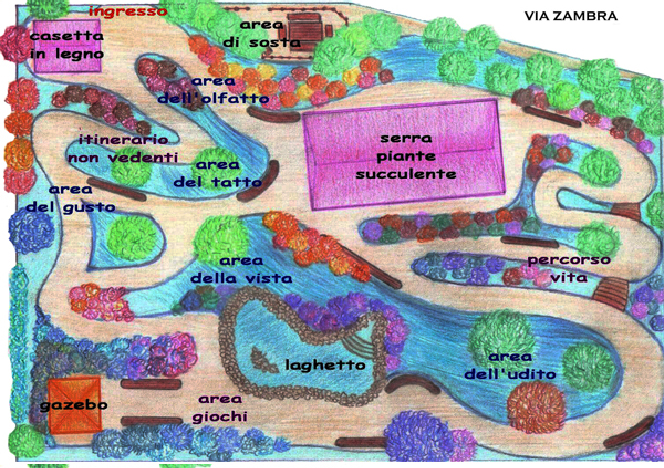
Plan du jardin

Le jardin est situé sur une colline dans le petit village surplombant San Gimignano. Le jardin est né grâce à l'association Il Giardino SottoVico  et aux nombreuses contributions de l'administration municipale de Barberino val d'Elsa, de la Banca di Credito Cooperativo di Cambiano et de la ville métropolitaine de Florence. 
Il accueille des plantes rares provenant des différents continents de la planète, et se compose d'une serre principale et d'un grand jardin servant à abriter quelques plantes aromatiques. Le projet a été créé pour offrir à tous un lieu de rencontre et faire de la diversité de chacun une partie intégrante du projet. La diversité végétale devient alors un symbole de la diversité humaine, la plaçant dans un contexte d'harmonie et de paix.
Le jardin est divisé en interne pour représenter les cinq zones des sens. Chaque espace stimule une partie de nous et tout au long du parcours, le visiteur est guidé pour redécouvrir les odeurs, les sons et les sensations.